# Gibbon srebrzysty
Gibbon srebrzysty, gibon srebrzysty (Hylobates moloch) – gatunek ssaka naczelny z rodziny gibbonowatych (Hylobatidae).

## Zasięg występowania
Gibbon srebrzysty występuje na Jawie, głównie w zachodnich prowincjach (Banten i Jawa Zachodnia), z dodatkową populacją na niewielkim obszarze w środkowej i skrajnie wschodniej części wyspy, jak góry Dieng.

## Taksonomia
Gatunek po raz pierwszy naukowo opisał w 1798 roku francuski przyrodnik Jean-Baptiste Audebert nadając mu nazwę Simia moloch. Holotyp pochodził z góry Salak w zachodniej części Jawy.
Chociaż niektórzy autorzy uznają dwie genetycznie różne populacje jako podgatunki, dowody molekularne oraz porównanie danych morfologicznych i wokalnych podają w wątpliwość to twierdzenie. Mówi się, że takson pongoalsoni ze środkowej części Jawy, charakteryzuje się czarną czapką, ale takie osobniki występują również w zachodniej części Jawy. Autorzy Illustrated Checklist of the Mammals of the World uznają ten takson za gatunek monotypowy.

### Etymologia
- Hylobates: gr. ὑλοβατης hulobatēs „przebiegający lasy”, od ὑλη hulē „las, teren lesisty”; βατης batēs „piechur”, od βατεω bateō „stąpać”, od βαινω bainō „chodzić”[11].
- moloch: Moloch, starożytny semicki bóg o czarnym i przerażającym wyglądzie, któremu w ognistych dołach składano ofiary z dzieci[12].

## Morfologia
Brak danych dotyczących długość ciała; masa ciała samic 6,2 kg, samców 6,6 kg. Ciało pokryte włosem o srebrzystoszarym ubarwieniu. Gibbony srebrzyste osiągają 4-9 kg masy ciała. Mają długie ramiona typowe dla gatunków poruszających się wśród drzew metodą brachiacji. Dymorfizm płciowy nie jest zaznaczony. 

## Ekologia
Występuje w lasach deszczowych. Gatunek monogamiczny i terytorialny. Większość czasu spędzają na drzewach. Tworzą małe grupy rodzinne złożone z samca, samicy i ich młodych. Samica, po 7-miesięcznej ciąży, rodzi 1 młode, którym opiekuje się przez dwa lata. Gibbony srebrzyste żyją prawdopodobnie ok. 45 lat. Żywią się głównie owocami uzupełniając dietę liśćmi i kwiatami.

## Zagrożenia i ochrona
Gatunek jest objęty konwencją waszyngtońską CITES (Załącznik I). W Czerwonej księdze gatunków zagrożonych Międzynarodowej Unii Ochrony Przyrody i Jej Zasobów został zaliczony do kategorii EN (gatunek zagrożony wyginięciem).